# نسخه ایرانی
نسخه ایرانی (انگلیسی: The Persian Version) یک فیلم کمدی-درام آمریکایی به کارگردانی مریم کشاورز محصول سال ۲۰۲۳ است. این فیلم برنده دو جایزه  تماشاگران بخش فیلم‌های داستانی آمریکائی و بهترین فیلمنامه در جشنواره فیلم ساندنس ۲۰۲۳ شد.

## داستان
نسخه ایرانی داستان یک دختر ایرانی آمریکایی به نام لیلا است که به دلیل گرایش جنسی خود و دیدگاه متفاوتش در مورد نقش زنان با مادرش که از ایران به آمریکا مهاجرت کرده، رابطۀ مشکل‌آفرین دارد. لیلا سرانجام با شناخت از وضعیت زندگی والدین‌اش در ایران و دوران مهاجرت از آن کشور درک بیشتری از مادرش پیدا می‌کند.

## بازیگران
- لیلا محمدی
- نیوشا نور
- کمند شفیعی ثابت
- بیژن دانشمند
- بلا واردا
- کیارا استلا
- شروین آل نبی
- جری حبیبی
- اندرو مالیک